# Harrods
Harrods es un gran almacén que está situado en Brompton Road, una calle del barrio de Knightsbridge, en pleno centro de la ciudad de Londres. La tienda de Londres se ubica en una parcela de 20.000 m² y cuenta con 100.000 m² de espacio comercial repartidos en cinco plantas, lo que lo convierte en uno de los grandes almacenes de mayor dimensión y afamados del mundo. La estación de metro más próxima a la tienda es Knightsbridge.
El lema de Harrods es Omnia Omnibus Ubique, que en latín significa "todas las cosas para todas las personas, en todas partes". Varios de sus departamentos como la juguetería, la zona navideña o sus espacios de restauración gourmet son bien conocidos.
Harrods también fue uno de los fundadores de la International Association of Department Stores en 1928, que todavía está activa en la actualidad, y permaneció como miembro de la misma hasta 1935.
Tras la venta multimillonaria en 2010, por parte de su anterior dueño Mohamed Al-Fayed, es propiedad del estado de Catar a través de su fondo soberano de inversión, Qatar Investment Authority. La marca Harrods también se aplica a otras empresas generadas por el grupo empresarial Harrods: Inmobiliaria Harrods, Banca Harrods y la línea aérea de Harrods.

## Historia

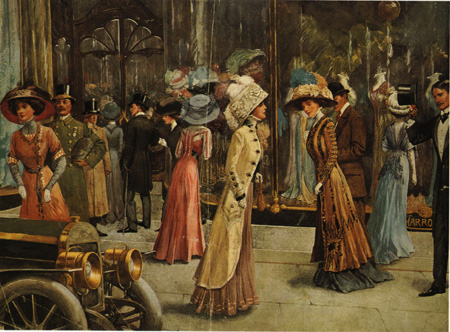
Pintura de 1909 que muestra a londinenses de clase alta frente a Harrods.

Harrods tuvo sus orígenes en el East End de Londres al comienzo del reinado de la reina Victoria. En 1835, Charles Henry Harrod, un marchante de tés y mayorista de ultramarinos estableció la tienda en la acera de enfrente de su casa, en Stepney. Harrods, preocupado por la epidemia de cólera que estaba azotando Londres, conoció a un comerciante que quería librarse del alquiler de un almacén de ultramarinos en Knightsbridge, por lo que la tienda fue trasladada en 1849 a lo que entonces era la semirrural Brompton Road. 
A medida que Knightsbridge crecía, Harrods creció con él y la tienda adquirió varios edificios contiguos. Pasó por una gran transformación en 1861 cuando se hizo cargo de ella el hijo de Harrod, Charles Digby Harrod.
El 6 de diciembre de 1883, un incendio destruyó los edificios de los almacenes, dando a la familia la ocasión de reconstruirlos a mayor escala.
En 1889, cuando Charles Digby Harrod se jubiló, Harrods cotizaba en la bolsa de Londres bajo el nombre de Harrod's Stores Limited.
En 1914 abrió Harrods Buenos Aires, la primera y única sucursal de la firma fuera del Reino Unido. La tienda atrajo pronto a la clase alta y media con aspiraciones. El imponente edificio se erigió en Florida 877. De esta forma, el 31 de marzo de 1914, todavía en plena obra, se habilitaron apenas dos pisos de la gran tienda. Todo estaba organizado para recaudar fondos, las ventas de ese día destinadas a las arcas de la Sociedad de Beneficencia. Su apertura fue de tal magnitud que contó con la visita del expresidente Julio A. Roca. En septiembre de ese mismo año se habían finalizado los siete pisos, de estilo arquitectónico eduardiano. Poseía decoración y detalles importados: pisos de cedro y de roble, mármoles para las escaleras y columnas y de carrara, veteado de gris y negro, en los lavabos y para lo que cuadre; espejos y cristales biselados, ventiladores con palas de bronce, arañas de alabastro. La tienda británica logró imponer la tradición de meriada y a las cinco de la tarde se bebía el té en la suntuosa confitería de la gran tienda.
En 1959 House of Fraser compró los almacenes.
Harrods ha sido objetivo del IRA en tres ocasiones. La primera fue el 15 de diciembre de 1974 con una bomba incendiaria colocada en el primer piso, en la esquina más próxima a la estación de metro. El incidente más grave fue el 17 de diciembre de 1983, en el que la explosión de un coche bomba mató a seis personas e hirió a noventa. Los almacenes reabrieron tres días después a pesar de los daños.
Harrods fue comprada por los hermanos Al-Fayed en 1985 por 615 millones de libras, los cuales ampliaron el espacio de ventas en el sótano y las plantas superiores.
Luego de intentos de ofrecimiento a diferentes cadenas de tiendas, la sucursal en Argentina cerró sus puertas en 1998. Desde entonces su estructura edilicia fue usada para espectáculos organizados por el Gobierno de la Ciudad mientras que su fachada eduardiana es patrimonio de la ciudad.
Harrods fue vendido por Mohamed Al-Fayed a la familia real de Catar el 8 de mayo de 2010 por un valor de 1.500 millones de libras.